# Порим
Пори́м (рос. Порым) — присілок в Граховському районі Удмуртії, Росія.

## Населення
Населення — 521 особа (2010; 539 у 2002).
Національний склад станом на 2002 рік:
- удмурти — 38 %
- росіяни — 34 %

## Господарство
В присілку діють середня школа, дитячий садок, бібліотека, будинок культури та фельдшерсько-акушерський пункт. Серед підприємств працює філіал ВАТ «Агрохім-Прибой», яке спеціалізується на тваринництві.

## Історія
За даними 10-ї ревізії 1859 року в присілку було 18 дворів та проживало 237 осіб, а в присілку Адам-Ятчі (Кузебаєво) — відповідно 31 двір та 261 особа, працював водяний млин. До 1921 року присілки входили в склад Граховської волості Єлабузького повіту, потім — Можгинського повіту. В 1924 році присілки відійшли до складу Архангельської сільської ради, 1963 року вона була ліквідована і присілки повернулись до складу Граховської сільської ради. В 1978 році до присілка Порим був приєднаний сусідній Кузебаєво. 1989 року була утворена Поримська сільська рада з центром в селі Порим. 2004 року Заріченська та Поримська сільські ради були об'єднані в Поримозарічне сільське поселення з центром в селі Грахово.

## Урбаноніми[3]
- вулиці — Західна, Кузебаєвська, Лісова, Миру, Нагірна, Перша, Труда, Центральна
- провулки — Лісовий, Садовий, Східний

## Відомі люди
В колишньому селі Кузебаєво народились:
- Ашальчи Окі (Вешкина Якиина Григорівна) — видатна удмуртська поетеса
- Айво Іві (Векшин Іван Григорович) — видатний удмуртський письменник, поет-пісенник